# Швидковский, Олег Александрович
Олег Александрович Швидко́вский (14 марта 1925, Москва — 15 марта 1990, Москва) — советский архитектор, историк градостроительства и архитектуры, педагог, общественный деятель. Член-корреспондент Академии художеств СССР (1988). Кандидат архитектуры (1955), доктор исторических наук (1967), доктор исторических наук Карлова университета (Прага, Чехословакия, 1965), Заслуженный деятель искусств РСФСР (1985), профессор (1972). Лауреат Государственной премии СССР (1979). Отец искусствоведа Д. О. Швидковского.

## Биография
Родился 14 марта 1925 года в семье архитектора-конструктивиста А. В. Швидковского. Из дворян Полтавской губернии, род Швидковских известен с начала XVII века. В 1941—1942 годах работал техником-архитектором Красноярского отдела «Промстройпроект» Наркомата строительных предприятий тяжёлой индустрии. Принимал участие в Великой Отечественной войне, был лётчиком дальней авиации. В 1944—1945 годах — штурман-авиаинструктор Харьковского военно-авиационного училища.
В 1945 году году поступил в Московский архитектурный институт. Учился у А. В. Бунина и Г. Я. Мовчана. В 1951 году окончил институт. С 1952 по 1955 год учился в аспирантуре НИИ градостроительства Академии архитектуры СССР. В 1955 году защитил диссертацию на соискание учёной степени кандидата архитектуры по теме «Некоторые вопросы архитектурно-планировочного решения главных улиц в крупных городах СССР: на примере главных улиц Киева, Минска и Днепропетровска».
В 1955—1956 годах занимал должность учёного секретаря комиссии по градостроительству Союза архитекторов СССР. С 1956 года работал в НИИ истории искусств АН СССР (ныне ГИИ искусствознания): научный сотрудник (с 1956), старший научный сотрудник (с 1960), заместитель директора (1963—1976), заведующий сектором изобразительного искусства и архитектуры (1976—1990).
Преподавал в Московском архитектурном институте. С 1976 по 1984 год заведовал кафедрой советской и современной зарубежной архитектуры. Основал специализацию «Теория и история архитектуры». Профессор с 1970 года.
Член Союза архитекторов СССР с 1955 года. Член правления (1966), секретарь правления (1970—1987), член секретариата (с 1987) правления Союза архитекторов СССР. Член Правления ИКОМОС ЮНЕСКО, председатель советского комитета ИКОМОСа (1978—1986), член Совета по истории мировой культуры АН СССР (1963—1990). Член комитета по Ленинским и Государственным премиям при Совете Министров СССР (1979—1990).
Автор более 400 научных и печатных работ, среди которых ряд разделов «Всеобщей истории архитектуры» (1972—1977; коллектив авторов, Государственная премия СССР, 1979) и «Истории русского искусства», книга «Гармония взаимодействия: Архитектура и монументальное искусство» (1984), монографии «Градостроительная культура Социалистической Чехословакии» (1963), «Градостроительная культура европейских социалистических стран» (1985; в соавторстве с Э. А. Гольдзамтом) и другие. В 1970-х годах был инициатором создания «Свода памятников истории и культуры СССР». Опубликовал первую фундаментальную монографию, посвящённую творчеству Зураба Церетели. Многие работы О. А. Швидковского издавались на иностранных языках в зарубежных странах — в Англии, Болгарии, Венгрии, ГДР, Польше, Румынии, США, Уругвае, Франции, ФРГ, Чехословакии, Швейцарии и других.
Жил в Москве в Трубниковском переулке, 11 и на Большой Дорогомиловской улице, 27. Умер в Москве 15 марта 1990 года. Похоронен Ваганьковском кладбище (участок 17).

## Награды и звания
- Государственная премия СССР (1979)[1] — за «Всеобщую историю архитектуры» в 12 томах
- Заслуженный деятель искусств РСФСР (1985)[1]
- Медаль «За победу над Германией в Великой Отечественной войне 1941—1945 гг.»[4].

## Сочинения
- «Днепропетровск» (М., 1960)
- «Советская архитектура 1934-41 гг.» (М., 1961, соавтор А. В. Бунин)
- «История архитектуры Чехословакии» (М., 1961)
- «Градостроительная культура Социалистической Чехословакии» (М., 1963. Прага, 1966, чешский язык)
- «История русского искусства» т. XIII (М., 1964, соавтор)
- «Архитектурно-художественные проблемы городской застройки» (М., 1968)
- «Архитектура жилого комплекса» (М., 1969, с соавторами)
- «Синтез искусств в современной советской архитектуре» (М., 1972)
- «Московский Кремль. Архитектура и искусство» (совми с И. Буриан, Прага, Штутгарт, 1975, немецкий язык)
- «Актуальные проблемы охраны памятников истории и культуры» (М., 1976)
- «Искусство мемориала как оружие в борьбе с неофашизмом» (Освенцим, 1979, на русском, польском, французском, немецком языках)
- «Гармония взаимодействия. Архитектура и монументальное искусство» (М., 1984)
- «Градостроительная культура европейских социалистических стран» (М., 1985, совместно с Э. А. Голдзамдтом)
- «Зураб Церетели». Альбом (М, 1985)
- «Искусство воинского мемориала» (М., 1988)
- «Зураб Церетели» (М., 1994)